# Terus Küchlin
Sander Wolterus (Terus) Küchlin (Bantoor Malang, 13 september 1906 – Brunssum, 20 oktober 1981) was een Nederlands voetballer die als aanvaller speelde. Hij kwam uit voor HBS en speelde in 1925 en 1926 driemaal voor het Nederlands voetbalelftal waarbij hij eenmaal scoorde.
Het gezin Küchlin vertrok in december 1913 vanuit Batavia naar Nederland en vestigde zich in 1914 in Den Haag. Küchlin werd lid van HBS en werd in het seizoen 1923/24 als speler van het vierde elftal geselecteerd voor het Haags elftal. Vanaf 1924 maakte hij deel uit van het eerste team en hij won met HBS in het seizoen 1924/25 het landskampioenschap. In december 1929 raakte Küchlin zwaar geblesseerd aan zijn knie en moest zijn loopbaan hierdoor staken.
Küchlin was in Zandvoort eerst directeur van het Grand Hotel en van maart 1939 tot januari 1940 van het Groot Badhotel. In de jaren 1960 verbleef hij in Antwerpen. Hij was tweemaal gehuwd en woonde zijn verdere leven in Brunssum waar hij in 1981 overleed.